# Weishan (socken i Kina)
Weishan (kinesiska: 维山, 维山乡) är en socken i Kina. Den ligger i provinsen Hunan, i den södra delen av landet, omkring 180 kilometer väster om provinshuvudstaden Changsha. Antalet invånare är 25805. Befolkningen består av 12 662 kvinnor och 13 143 män. Barn under 15 år utgör 23,0 %, vuxna 15-64 år 64 %, och äldre över 65 år 11,0 %.
Genomsnittlig årsnederbörd är 1 658 millimeter. Den regnigaste månaden är maj, med i genomsnitt 257 mm nederbörd, och den torraste är december, med 55 mm nederbörd.